# Wolfgang Jerat
Wolfgang Jerat (* 9. Februar 1955 in Köln; † 10. Juli 2020 in Ghana) war ein deutscher Fußballtrainer.

## Biografie
Jerat wuchs in Köln-Kalk auf. Als Spieler war er bei verschiedenen Amateurvereinen in und um Köln herum als Verteidiger aktiv. 1986 stieg Jerat mit der SSG Bergisch Gladbach 09 in die Verbandsliga auf und beendet seine aktive Spielzeit. Zuvor hatte er, nach einem Sportstudium in Köln, im Oktober den Lehrgang zum Fußballlehrer abgeschlossen. Jerats erste Trainerstelle war der tunesische Erstligist US Monastir. Seine Karriere als Trainer größerer Fußballklubs begann Jerat, als er von Mai 1990 bis Juni 1992 den Wuppertaler SV trainierte und diesen von der Oberliga in die 2. Bundesliga führte.
1992 übernahm Jerat die 2. Mannschaft des 1. FC Köln. Dort wurde er deutschlandweit bekannt, als er am 28. Februar 1993 Jörg Berger als Cheftrainer beim 1. FC Köln ablöste. Er betreute den Verein vom 20. bis zum 28. Spieltag. Nach nur 7 Punkten aus 9 Spielen (nach der 2-Punkte-Regel) und einer Bilanz von drei gewonnenen und fünf verlorenen Spielen sowie einem Unentschieden wurde er am 28. April 1993 von seiner Aufgabe entbunden und durch den Dänen Morten Olsen ersetzt, als dessen Assistent er jedoch bis zu dessen Entlassung im August 1995 weiterhin tätig war. In der Saison 1996/97 trainierte er erneut den Wuppertaler SV, konnte aber an seine früheren Erfolge nicht mehr anknüpfen.
Von 1997 bis 2004 arbeitete Jerat als freiberuflicher Scout. So beobachtete er bei der WM 2002 für Dänemark dessen Gegner.
Im Frühjahr 2004 übernahm er als Trainer den Nordrhein-Oberligisten FC Junkersdorf. Im Frühjahr 2007 übernahm Jerat zum dritten Mal das Training beim Wuppertaler SV als Nachfolger von Uwe Fuchs. Wegen Differenzen mit dem Management des WSV wurde er am 6. Februar 2008 trotz der Tabellenführung beurlaubt und durch Wolfgang Frank ersetzt.
Zur Saison 2008/09 wurde Jerat als neuer Cheftrainer beim Bonner SC in der neuen NRW-Liga vorgestellt. Er wurde mit dem Verein Meister und stieg in die viertklassige Regionalliga auf. Dort betreute er den Verein in der Saison 2009/10. Doch trotz des gesicherten Klassenerhalts erhielt der Bonner SC keine Lizenz für die Saison 2010/2011, da der Etat aufgrund hoher Schulden nicht gesichert war; es folgte der Zwangsabstieg. Aufgrund der leeren Kassen erhielt Jerat von Seiten des Vereins keinen neuen Vertrag. Ab dem 29. November 2011 war er Trainer beim FC Prishtina, doch bereits im April 2012 wurde er freigestellt.
Im November 2012 wurde Jerat Trainer des FC Viktoria Köln. Aus gesundheitlichen Gründen beendete er seinen Job jedoch Ende Januar 2013.
Wolfgang Jerat starb im Juli 2020 im Alter von 65 Jahren in Ghana, wo er an einer Fußballakademie tätig war, an einem Herzinfarkt.
Er hinterließ seinen Sohn Tim, der als Profifußballspieler aktiv war, und eine Tochter.